# Feminismo en México

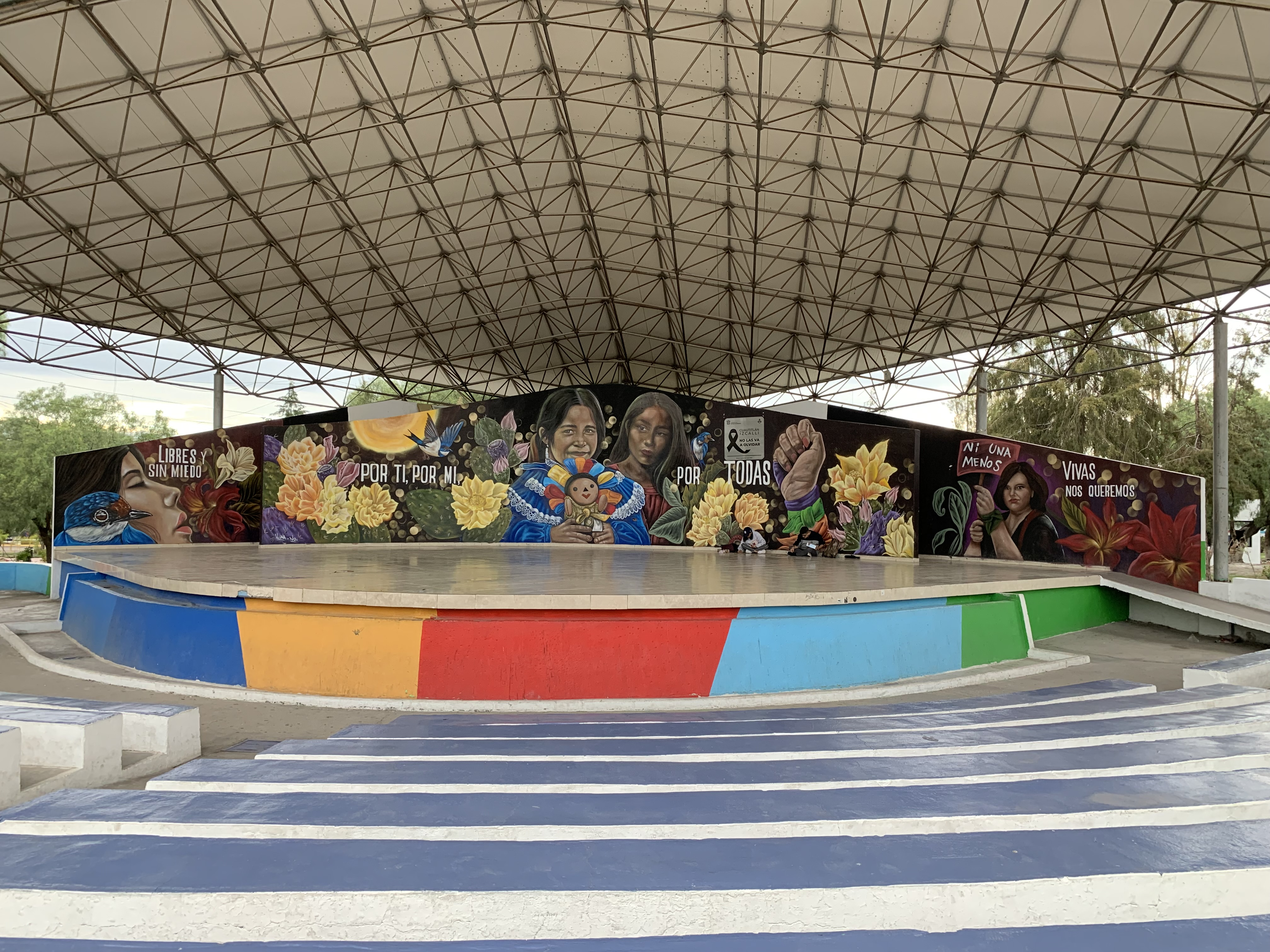
Mural feminista localizado en la ciudad de Cuautitlán Izcalli, Estado de México, julio de 2023.

El feminismo en México a menudo se divide cronológicamente en períodos de avance seguidos por estancamientos: el período revolucionario (1915-1925), la segunda ola (1968-1990, que alcanzó un pico máximo entre 1975-1985) y el período post-1990.
Mientras que el feminismo se puede definir como un conjunto organizado de filosofías y actividades dirigidas a crear, definir y proteger la igualdad política, económica, cultural y social en los derechos y oportunidades de las mujeres, Marta Lamas y otras feministas advierten de que el movimiento de mujeres en México no se puede equiparar con el movimiento feminista en general. Lamas, una líder feminista mexicana, lamenta que el movimiento feminista mexicano siempre ha sido débil y ha tenido dificultades en la era moderna para extenderse de la clase media de la Ciudad de México a la clase trabajadora y las mujeres rurales.
En el período revolucionario, donde un espectro más amplio de mujeres de todo México buscaban el sufragio, el movimiento carecía de sofisticación y enfoque, evidente en el hecho de que las mujeres mexicanas no consiguieron el derecho al voto hasta 1953. Las demandas de igualdad de las mujeres, para Lamas, surgen de una situación donde las mujeres intentan compaginar los compromisos del hogar y los puestos de trabajo mal pagados. Como la mayoría de las mujeres mexicanas de las clases superiores y medias disponen de ayuda doméstica, es más fácil que acepten los roles de género tradicionales. Para muchas mujeres mexicanas, ayudar a otras mujeres a través de organizaciones de beneficencia y obras de caridad está en línea con su visión tradicional de la femineidad, mientras que un más enfoque radical podría toparse con desprecio e incluso con violencia.
El nivel de educación femenina ha desempeñado un gran papel en el feminismo mexicano. En la mayoría de las culturas, las maestras estuvieron entre las primeras mujeres que entraron a formar parte de la fuerza laboral y lo mismo sucedió en México. Muchas de las primeras feministas que emergieron de la revolución fueron maestras antes o después de la guerra, así como las participantes en el Primer Congreso Feminista, realizado en México. Las participantes en los enfrentamientos de México de 1968 que pasaron a formar el movimiento feminista de esa generación fueron principalmente estudiantes y educadoras. Las consejeras que se establecieron dentro de los sindicatos después del terremoto de 1985 comprendían los aspectos jurídicos y políticos del movimiento obrero organizado. Se dieron cuenta de que para formar un movimiento sustentable y atraer a las mujeres de la clase obrera, era necesario utilizar la experiencia y conocimientos de las trabajadoras para crear un sistema práctico y funcional.
Durante los 60´s y 70´s, las movilizaciones feministas tuvieron un gran auge, tomando nuevas direcciones y difusión a través del país. Contrario a lo que se pueda creer, este no solo tuvo un lugar en las grandes urbes o ciudades importantes del país, sino que también dentro de espacios con mujeres de bajos recursos, así como dentro de comunidades indígenas. Es así que, a partir de 1988, el movimiento se divide en dos vertientes: la popular por un lado, el feminismo popular, integrado por organizaciones de mujeres de barrios pobres de las urbes, por grupos de obreras y empleadas y por campesinas que entrelazaron sus luchas gremiales, sociales y políticas, con procesos de reflexión y lucha por cambiar positivamente las relaciones de género; y por otro, el feminismo civil, integrado por organismos civiles, también llamados no gubernamentales (ONG), vinculados a estos procesos populares desde diversas actividades profesionales, con una postura que articula la crítica social con la feminista.
Durante este periodo, también surgieron diversas organizaciones, movimientos y publicaciones que impulsaron toda la teoría feminista y su difusión en el cuestionamiento de las estructuras sociales del país. Entre algunos de estos se encuentran:
- Mujeres en Acción Solidaria (MAS, 1971), dividido geográficamente en el Grupo Norte (de la Ciudad de México) más cercano a un feminismo radical, sin concesión alguna a los varones y con un acercamiento casi psicológico a la opresión de las mujeres; y el Grupo Sur, de tendencia marxista, con oposición al burocratismo y a las relaciones jerárquicas.
- El Movimiento Nacional de Mujeres (MNM, 1972), asociación civil formalizada ante notario público, que adoptó una estructura jerárquica, se dotó de una personalidad jurídica y respetó las normas vigentes. Su fin era ganar adeptos a la causa. El MNM fue pionero en la lucha por un aborto libre y gratuito, contra la violación y la violencia hacia las mujeres, asumió la promoción de la Coalición de Mujeres Feministas que se constituiría en 1976.
- El Colectivo La Revuelta (1975), fue una escisión del MLM que respondió al interés de algunas integrantes por elaborar un periódico feminista concebido como una nueva estrategia militante. Además de publicar nueve números del periódico La Revuelta (1976-1978),intervinieron en charlas, seminarios y representaciones teatrales con contenidos feministas y desarrollaron tareas periodísticas; se les consideró las más radicales del feminismo mexicano, por su posición autonómica ante otras organizaciones, especialmente ante los partidos políticos y organizaciones de izquierda.
- Colectivo Cine Mujer (1975), estuvo constituido por un grupo de mujeres cineastas, feministas o influenciadas por el feminismo, eran parte del movimiento de cine independiente que retomó temas políticos y humanistas. Sus cintas tocaron asuntos como el aborto y la violación, o bien, hicieron documentales como Es primera vez (del Primer Encuentro de Mujeres Trabajadoras) y Vida de Ángel. Se inclinaron cada vez más al trabajo con mujeres de sectores populares y participaron en la Coalición de Mujeres.
- Revista Fem (1976-2005), fue una de las publicaciones más longevas de México, Entre el primer equipo editorial de Fem se encontraban Alaíde Foppa, Elena Poniatowska, Marta Lamas, Lourdes Arizpe, Margarita Peña y Elena Urrutia, entre otras. Muchas de sus primeras colaboradoras participaron activamente en las agrupaciones feministas que se conformaron en la Ciudad de México desde 1971. El objetivo de la publicación era ofrecer un espacio para la reflexión feminista, en la que se articularan la investigación, el pensamiento y la lucha. A lo largo de sus casi treinta años de vida, la revista fue un espacio para la reflexión de distintos temas de interés de los feminismos: la violencia contra las mujeres, la historia de las mujeres, los derechos sexuales y reproductivos, entre mucho otros. También dio espacio a distintas expresiones artísticas. En sus páginas publicaron más de mil colaboradoras y algunos colaboradores.[11]

Debido a que México fue dominado por un partido político durante 71 años, el papel de las mujeres como madres se politizó, marginando la participación política del feminismo en gran medida antes del año 2000. Esta visión estrecha de las mujeres de vez en cuando contraponía los objetivos feministas a otras actividades que el movimiento también apoyaba. Por ejemplo, algunos programas a nivel estatal y nacional como los ofrecidos por el Sistema Nacional para el Desarrollo Integral de la Familia, ofrecen ayuda para el bienestar y alimentos a mujeres de bajos ingresos. Para recibir estos beneficios, el gobierno exige a las mujeres tomar clases de educación doméstica. Estos programas se enfocan en vincular a la mujer a las tareas domésticas o a labores poco cualificadas, sin evaluar si son apropiadas o necesarias en el mercado local. La «ceguera» sistémica en relación con el reconocimiento oficial del rol de la mujer no les permite a estas aportar su punto de vista a los programas diseñados para ayudarlas, ni permite el reconocimiento de los logros conseguidos a través de la organización y las protestas para conseguir el cambio.
Según la medición del índice de brecha de género por país del Foro Económico Mundial de 2014, México ocupa el puesto 80 en igualdad de género.

## El papel de mujer en la sociedad mexicana

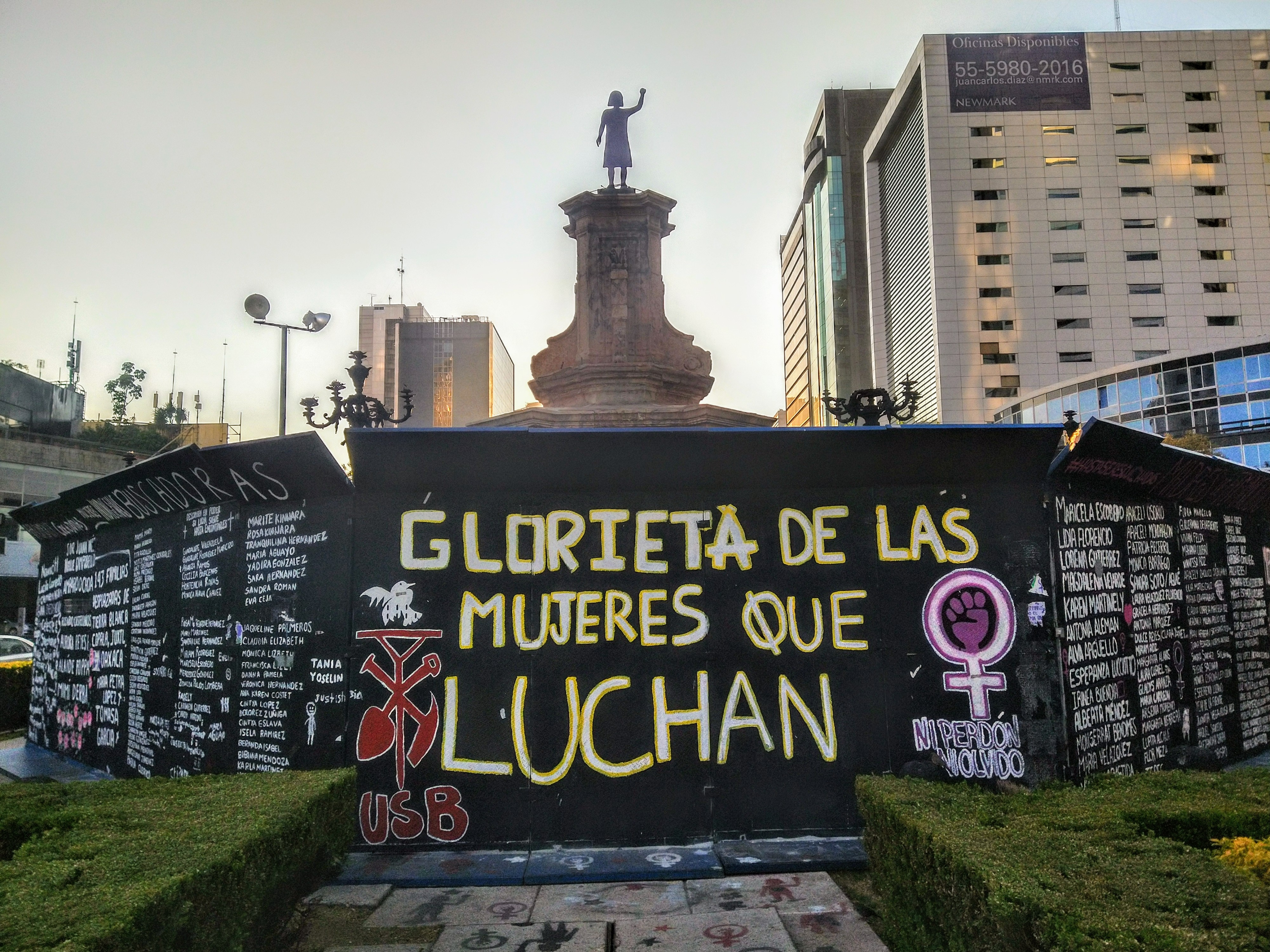
Glorieta de las mujeres que luchan, en Ciudad de México, 2021.

La mujer a lo largo de la historia ha pasado de ser reconocida como virgen, pura, musa una figura de admiración a ser simplemente la compañera del hombre. La mujer representaba el poder y el hombre representaba la fuerza.
Según el instituto nacional de antropología e historia el papel de la mujer en la sociedad mexica era: «Su papel era de suma importancia, porque complementaba las funciones que el hombre hacía al exterior de la comunidad, como las guerras, las conquistas, los rituales públicos y el cobro de tributos; el sector femenino por tanto se ocupaba de las actividades internas, como los rituales hogareños, los códigos de comportamiento, el arte culinario, la administración de los bienes de la casa y el desarrollo económico de cada familia, al ser las encargadas de la producción de textiles y de diversos productos para el trueque». (INAH, 2012)
Con el paso de los siglos, el hombre fue condicionado para ser factor principal de la reproducción convirtiendo así a la mujer en esclava, creando así una sociedad injusta que le dio el poder y la autoridad sobre la mujer y su herencia bajo el yugo de una sociedad machista y patriarcal. Inclusive durante el siglo XIX se podían encontrar refranes donde se podía notar el papel de la mujer en la sociedad en aquella época: «Las mujeres no deben conocer más asuntos que los de la cuna y la cocina».
Con las guerras nacionales la mujer comenzó a tener un papel, como acompañar a los hombres a la lucha, brindarles atención, cuidados, alimentos, compañía y aliento, colaboraron en la construcción y reconstrucción del país y se convirtieron en un elemento muy importante para el país. Guerreras, rebeldes, fuertes y poderosas, poco a poco la mujer comenzó a rehacerse de nuevo un papel en la sociedad donde fuera reconocida por su inteligencia y arduo trabajo. Después de la independencia, grupos de mujeres sufragistas comenzaron su lucha para obtener los mismos derechos sobre la decisión política del país y fue hasta 1953 que a la mujer se le concedió el voto después de años enteros de lucha.

## Historia
A lo largo del tiempo se ha luchado para que la mujer sea visibilizada y tomada en cuenta, debido a las grandes limitantes con las que se ha encontrado en un país en donde el género es más importante ante cualquier cosa, a raíz de esto es que las mujeres deciden ir abriéndose camino para que sean visibilizadas, de forma que sus opiniones y decisiones tengan el mismo valor que la de un varón, es importante mencionar que el término feminismo es un movimiento tanto cultural, político, social, económico y académico debemos de acabar con las brechas que limitan acceder o ejercer a condiciones equitativas para hombres y mujeres, y de este modo la mujer se libere a sí misma.

## Transfeminismo
Según Lea Muñoz (2019), el transfeminismo se puede definir como elaboraciones teóricas hechas por personas trans que usan las herramientas de pensadoras feministas para entender, problematizar y repensar la experiencia trans y extender las reflexiones sexo-genéricas a otros límites como los raciales y geográficos. El transfeminismo es heredero de feminismos que previo a su aparición, introdujeron cambios en la forma de comprender el sujeto del feminismo y el sistema sexo-género, por lo que se pasa de un feminismo hetero colonial, a una crítica de la construcción transversal de la raza, el género, sexo y sexualidad.
Entre los principales temas por los que se preocupa el transfeminismo se hayan:
- La desestigmatización del trabajo sexual
- La despatologización de los cuerpos trans
- La ampliación del sujeto político del feminismo (anteriormente sólo para mujeres cis)

En México, el transfeminismo no surgió como una corriente filosófica en las academias, sino como una forma de movilizaciones y manifestación, debido a la represión, violencia y criminalización de las identidades de género y disidencias en el país. Una activista trans de este movimiento muy representativa, es Kenya Cuevas.

## Continuidad del Movimiento
A raíz de la denuncia y el alto a la violencia contra las mujeres, que en muy diversos ámbitos se ha hecho cada vez más visible y persistente, además del incremento de los feminicidios, han sido punta de lanza de la movilización feminista. En el 2018, surgió la manifestación más significativa en el seno de la Universidad Nacional Autónoma de México (UNAM), la cual se intensificó y adquirió más relevancia hacia 2019, ya que en la misma Universidad se registraron denuncias y episodios de violencia. A partir de estos sucesos, las acciones se extendieron a otros grupos y colectivos feministas y de mujeres, lo que ha resultado al día de hoy en un movimiento más álgido, unificado y representativo.
Así mismo, se ha ganado visibilidad en las Convocatorias para el 8M por el "Día internacional de la Mujer" (8 de marzo), y el 9M (9 de marzo), por el paro general denominado "Un día sin nosotras". La asistencia ha sido de feminismos diversos, grupos variados de la sociedad civil y una alta proporción de la población, que se ha integrado en calidad de simpatizantes recientes del movimiento. Cada año se lleva a cabo una marcha el 8 de marzo en las principales ciudades de México. En la última marcha llevada a cabo en la Ciudad de México, el 8 de marzo del 2024, participaron alrededor de 180,000 mil mujeres.